# يكتا كورتولوش
يكتا كورتولوش (بالتركية: Yekta Kurtuluş)‏ وهو لاعب كرة قدم تركي في مركز الوسط ولد في يوم 11 ديسمبر 1985 في مدينة إزمير في تركيا، يلعب حالياً مع نادي غلطة سراي، كما سبق له اللعب مع قاسم باشا وإزميرسبور ولعب مع منتخب تركيا لكرة القدم ويبلغ طوله 175 سم.

## مسيرته الكروية
لعب يكتا كورتولوش خلال مسيرته الاحترافية مع 5 أندية في سبعة عشر موسمًا وسجل خلالها 19 هدفًا ضمن 309 مباراة. حيث فاز في موسمين بالكأس وفي ثلاثة مواسم بالدوري.
خاض يكتا كورتولوش مسيرته مع İzmirspor ‏ في موسم 2004–05 واستمر معه طيلة ثلاثة مواسم، مشاركًا في 71 مباراة سجل خلالها 6 أهداف. ثم انتقل إلى نادي قاسم باشا في موسم 2007–08 ليلعب معه أربعة مواسم، حيث شارك في 87 مباراة سجل خلالها 9 أهداف. لينتقل بعدها إلى نادي غلطة سراي في موسم 2010–11 ليلعب معه خمسة مواسم، مشاركًا في 66 مباراة سجل خلالها هدفين. ثم انتقل إلى نادي أنطاليا سبور في موسم 2015–16 ليلعب معه أربعة مواسم، مشاركًا في 76 مباراة سجل خلالها هدفين أيضًا.

## روابط خارجية
- يكتا كورتولوش على موقع الاتحاد الأوربي (الإنجليزية)
- يكتا كورتولوش على موقع اتحاد تركيا (لاعب) (الإنجليزية)
- يكتا كورتولوش على موقع قاعدة بيانات كرة القدم.إي يو (الإنجليزية)
- يكتا كورتولوش على موقع ناشيونال فوتبول تيمز (الإنجليزية)
- يكتا كورتولوش على موقع Soccerway.com (الإنجليزية)
- يكتا كورتولوش على موقع عالم كرة القدم.نت (الإنجليزية)
- يكتا كورتولوش على موقع AS.com (الإسبانية)